# 6062 Vespa
6062 Vespa este o planetă minoră (asteroid), cu un diametru de 17,275 km, din centura de asteroizi. A fost descoperită pe 6 mai 1983 la observatorul Lowell⁠(d) de Norman G. Thomas⁠(d) și a fost numită după Vespa. 
Obiectul prezintă o orbită caracterizată de o semiaxă mare de 3,2143181 UAi, o excentricitate de 0,16, o înclinație de 2,79369 ° în raport cu ecliptica.